# Islandsk tegnsprog
Islandsk tegnsprog (islandsk: íslenskt táknmál) er tegnsproget for døvesamfundet på Island. Det er baseret på det danske tegnsprog, og frem til 1910 blev døve islændinge sendt til Danmark for at lære tegnsprog. Islandsk tegnsprog er officielt anerkendt af staten, og dets udbredelse og udvikling varetages af en national komité.
Islandsk tegnsprog er væsentlig forskelligt fra talt islandsk. I 1999 blev islandsk tegnsprog erklæret for at være de døve islændinges modersmål. Talt islandsk blev rangeret som andetsprog, så døve islændinge nu kan lære islandsk tegnsprog som deres første sprog, og islandsk som andet sprog.